# Józefa Rajmunda Masia Ferragut
Josefa Ramona Masia Ferragut (ur. 10 czerwca 1897, zm. 25 października 1936) – hiszpańska augustianka bosa, męczennica, błogosławiona Kościoła katolickiego. 

## Życiorys
Była córką bł. Marii Teresy Ferragut Roig. Została zakonnicą, podobnie jak jej siostry. Została, wraz z matką i siostrami, aresztowana i wraz z nimi zginęła w czasie wojny domowej w Hiszpanii. Zostały razem beatyfikowane w grupie Józefa Aparicio Sanz i 232 towarzyszy przez papieża Jana Pawła II 11 marca 2001 roku.